# ピトフーイ
ピトフーイ (Pitohui) は、かつて同じ属に分類されていた ニューギニア島固有の鳥類6種（カワリモリモズ、ズグロモリモズ、ムナフモリモズ、サビイロモリモズ、クロモリモズ、カンムリモリモズ）を指す。ピトフーイの名は鳴き声に由来する。
1990年には、このうちの1種ズグロモリモズが有毒であることがシカゴ大学において発見され、世界初の有毒鳥類と認定された。その後、同属のうち5種が毒を持つことが判明した。
これにより、ピトフーイの名は有毒鳥類の代名詞として知られるようになったが、その後に分類が見直され、これら6種は2017年現在では別の科・属に分類されている。また、2000年にはやはりニューギニア固有の別属で1属1種のズアオチメドリにピトフーイに類似した構造を有する毒成分が発見され、2013年にカワリモリモズの分類が見直されて2種増えたうえ、ニューギニアとオーストラリアにまたがり分布するチャイロモズツグミの標本からも毒性が発見されたので、2017年現在では有毒鳥類はピトフーイに限らなくなり、種数も増えた。

## 系統と分類
かつて Pitohui 属には上記6種にモリモズ Pitohui tenebrosa (Morningbird) を加えた7種が含まれ、モリモズ属と呼ばれていた。しかしすぐにモリモズ Morningbird は Pitohui 属でなくモズツグミ属 Colluricinclaへ分類するのが適当ではないかといった説が有力になり、やがて学名は Colluricincla tenebrosa と記されるようになった。また、学者によってはこの種を Malacolestes へ分類するなど、その扱いはまちまちであった。
2013年になり、モリモズMorningbirdは、実は属の異なる2種から成ることがわかり、それを機に モズヒタキ属 Pachycephala に分類され、学名は Pachycephala tenebrosa となった。このとき、新たに分離された別種がモリモズ Morningbird に充てられていた学名 Colluricincla tenebrosa を引き継ぎ、この別種の英名はSooty shrikethrushとされた。
このような経緯から、標準和名のモリモズはMorningbird, Sooty shrikethrushどちらに用いるのにも不適当となり、宙に浮いた状態となっている。もっとも、どちらの種も2017年現在においては Pitohui 属ではないので、 Pitohui 属をモリモズ属と呼ぶのは不適切である。
モリモズを除いた6種は引き続きモズヒタキ科 Pitohui 属に残された。しかし、これらもまた多系統であるとされ、改めて4属に分類し直された。
2017年現在、これらはカラス上科内の3科に分散している。

### コウライウグイス科
最も毒性が強いカワリモリモズとズグロモリモズがコウライウグイス科に移された Pitohui 属の模式種はカワリモリモズなので、Pitohui の属名はこの種を含むピトフーイ属が受け継いだ。
- Oriolidae コウライウグイス科
  - Pitohui kirhocephalus, Variable Pitohui, カワリモリモズ
  - Pitohui dichrous, Hooded Pitohui, ズグロモリモズ

その後、2013年にカワリモリモズ Pitohui kirhocephalus の分類が見直され、新たに Pitohui cerviniventris と Pitohui uropygialis の2種が追加された。2017年現在では、以下の4種がピトフーイ属 Pitohui に含まれる。
- Oriolidae コウライウグイス科
  - Pitohui kirhocephalus, Northern Variable Pitohui, カワリモリモズ
  - Pitohui cerviniventris, Raja Ampat Pitohui[注 4]
  - Pitohui uropygialis, Southern Variable Pitohui[注 4]
  - Pitohui dichrous, Hooded Pitohui, ズグロモリモズ

### モズヒタキ科
モズヒタキ科に残された Pseudorectes 属はモズツグミ属 Colluricincla に近縁であり、モズツグミ属に含める説もある。同じくモズヒタキ科に残されたクロモリモズはそれらとは系統的に離れており、別属とされた。
- Pachycephalidae モズヒタキ科
  - Pseudorectes incertus, White-bellied Pitohui, ムナフモリモズ
  - Pseudorectes ferrugineus, Rusty Pitohui, サビイロモリモズ
  - Melanorectes nigrescens, Black Pitohui, クロモリモズ

### カンムリモズビタキ科
カンムリモリモズはモズヒタキ科の他の2属と共に新科のカンムリモズビタキ科に分離された。
- Oreoicidae カンムリモズビタキ科
  - Ornorectes cristatus, Crested Pitohui, カンムリモリモズ

## 特徴
ピトフーイは鮮やかな配色をした雑食性の鳥である。特にズグロモリモズの腹部は鮮やかなれんが色で、頭部は黒い。これはよく目立つ配色であり、警告色だと考えられる。カワリモリモズには多くの異なった姿のものがあり、羽毛のパターンの違いで全部で20の亜種に分けられていた。そのうち2亜種はズグロモリモズによく似ており、ベイツ型擬態の一例となっている。
いくつかの種、特にカワリモリモズとズグロモリモズの筋肉や羽毛には、強力な神経毒ステロイド系アルカロイドのホモバトラコトキシンが含まれている。これは、ピトフーイから発見される以前はヤドクガエル科フキヤガエル属 Phyllobates の皮膚からのみ見つかっていた。
この毒は寄生虫や蛇、猛禽類、人間からの防衛に役立っていると考えられている。ピトフーイは自分自身ではバトラコトキシンを生成しないので、おそらくはピトフーイが捕食するジョウカイモドキ科 Melyridae の Choresine 属甲虫由来であると考えられる。
なお、ムナフモリモズはピトフーイ6種の中で唯一、無毒である。